# Lijst van weg- en veldkruisen in Weert
Dit is een onvolledige lijst van weg- en veldkruisen in de gemeente Weert. Onder kruisen wordt verstaan: alle weg-, veld- en hagelkruisen ed. De kruisen op kerkhoven of op gevels en daken van gebouwen zijn buiten beschouwing gelaten.
Bij enkele kruisen staat het huisnummer aangegeven van de woning die erbij ligt.
| Adres                             | Plaats          | Plaatsingsjaar | Soort kruis | Extra informatie                                                                                        | Foto |
| --------------------------------- | --------------- | -------------- | ----------- | --- | ---- |
| Bocholterweg-Mastenbroekweg       | Altweerterheide |                |             | |      |
| Bocholterweg-Pastoorshuisweg      | Altweerterheide | 1952           |             | |      |
| Diesterbaan-Heihuisweg            | Altweerterheide |                |             | |      |
| Grote Steeg-Herenvennenweg        | Altweerterheide |                |             | |      |
| Heltenbosdijk-Wijffelterbroekdijk | Altweerterheide |                |             | |      |
| Neelenweg (bij nr. 2)             | Laar            |                |             | |      |
| Amentstraat                       | Stramproy       | 1750 en 1997   |             | |      |
| Beeleweg-Bergerothweg             | Stramproy       | 1830           |             | |      |
| Bergerothweg-Eltenbosdijk         | Stramproy       | Ca. 1840       | Hagelkruis  | |      |
| Bergerothweg-Savelveld            | Stramproy       | 1830           | Dankkruis   | |      |
| Crixstraat-Veldstraat             | Stramproy       | 1903           |             | |      |
| Ellerweg-Wisbroek                 | Stramproy       | 1895           |             | |      |
| Emmastraat-Julianastraat          | Stramproy       | 1959           |             | |      |
| Grensweg                          | Stramproy       | 1700           | Dankkruis   | |      |
| Houtbroek-Rietbroek               | Stramproy       | 1902           |             | |      |
| Kapelstraat-Lochtstraat           | Stramproy       | 1700           | Dankkruis   | |      |
| Kruisstraat-Veldstraat            | Stramproy       | 1875           |             | Geplaatst vanwege de moord op Antoon Keijers, op 15 augustus 1875                                       |      |
| Maaseikerweg-Savelveld            | Stramproy       |                |             | |      |
| Stramproyergrensweg               | Stramproy       | Ca. 1914       |             | |      |
| Wilhelminastraat (bij nr. 28)     | Stramproy       | 1841           | Dankkruis   | |      |
| Hulsweg-Pelmersheideweg           | Swartbroek      |                |             | |      |
| Ittervoorterweg-Kremersweg        | Swartbroek      | 1901           |             | |      |
| Kempervennenweg (bij nr. 3)       | Tungelroy       |                |             | |      |
| Kerkveldweg-Molensteenweg         | Tungelroy       |                |             | |      |
| Telheidestraat                    | Tungelroy       | 1765           |             | Geplaatst vanwege de moord op Frans Linssen, in 1765                                                    |      |
| Tuurkesweg-Wijffelterbroekdijk    | Tungelroy       | Ca. 1850       |             | |      |
| Biest (bij nr. 110)               | Weert           |                |             | |      |
| Biest (nabij het kanaal)          | Weert           |                |             | |      |
| Blaakvenweg-Geuzendijk            | Weert           |                |             | |      |
| Geuzendijk                        | Weert           |                |             | |      |
| Neerweg (bij nr. 2)               | Weert           |                |             | Het kruis werd in 2011 verplaatst naar de huidige locatie, vanwege uitbreiding van het industrieterrein |      |
| Lozerweg (bij nr. 118)            | Weert           |                |             | |      |
| Wiekendreef (nabij het kanaal)    | Weert           |                |             | |      |